# Nectoteuthis pourtalesi
Nectoteuthis pourtalesi is de enige inktvis uit het geslacht Nectoteuthis. De soorttype is gevonden in Barbados en is in het bezit van het National Museum of Natural History in Washington, D.C..

## Verspreiding en leefgebied
De soort komt voor in de tropische wateren in het westen van de Atlantische Oceaan, voornamelijk Florida en de Antillen.

## Kenmerken
De soort bereikt een mantellengte van 11 mm en een totale lengte van 24 mm.